# Villajoyosa
Villajoyosa (hiszp. wym. [ˌbi.ʎa.xoˈʝo.sa]), la Vila Joiosa (walenc. wym. [la ˈvi.la dʒoˈjo.za]) – gmina w Hiszpanii, w prowincji Alicante, we wspólnocie autonomicznej Walencja, o powierzchni 59,25 km². W 2011 roku liczyła 33 293 mieszkańców. 
W mieście znajduje się muzeum czekolady prowadzone przez firmę Chocolates Valor. 

## Historia

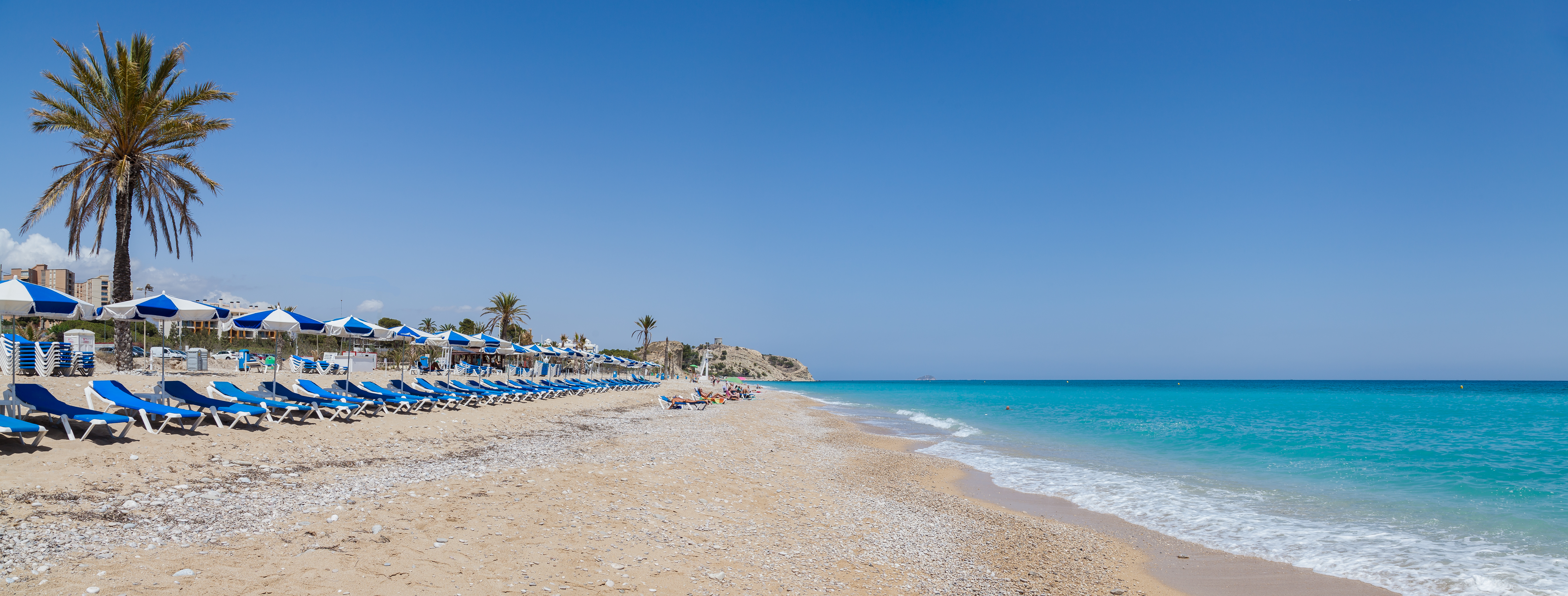
Plaża w Villajoyosie

Pierwszymi śladami osadnictwa są grobowce, pochodzące z nekropolii funkcjonującej między VI wiekiem p.n.e. a IV lub V stuleciem n.e. W czasach rzymskich tereny te miały status municypium, nadany im ok. 74 r. n.e. przez cesarza Wespazjana. Pod powierzchnią placu Paseo de Sant Pere znajdują się pozostałości magazynów rzymskiego portu. Przed 1300 rokiem miasto, w odróżnieniu od innych okolicznych miejscowości, nie jest wzmiankowane, co może potwierdzać opinię o jego wysiedleniu w czasach islamskich.
W 1251 tereny te zostały podbite przez chrześcijan. W 1293 roku Bernat de Sarrià zakupił ziemie, na których leży gmina, od zakonu Santiago, z czasem lokował wieś w tym samym miejscu co miasto rzymskie. Sarrià nadał jej nazwę Vila Joiosa, która w dawnym katalońskim znaczyła szczęśliwe miasto, i sprowadził do niego mieszkańców z Katalonii i Aragonii. 8 maja 1300 za sprawą Bernata osadzie nadano prawa miejskie. W 1311 miejscowość przekazano Peremu Ferrandesowi de Hixarowi, który wcześniej zarządzał tymi ziemiami w imieniu zakonu. W 1452 uzyskała ona status miasta królewskiego (hiszp. villa real).
Dzięki budowie w latach 20. i 30. XX wieku portu morskiego oraz rozwojowi turystyki w II połowie tegoż stulecia miasto doświadczyło dużego wzrostu liczby ludności, która przekroczyła 25 tysięcy.

## Zabytki
- rzymski nagrobek, zwany Torre de Hércules,
- XVI-wieczny kościół Wniebowzięcia Najświętszej Maryi Panny[4],
- kaplica św. Antoniego Opata, pozostałość XVI-wiecznego ermitażu[5],
- pozostałości murów miejskich z renesansowymi bastionami[4].

## Współpraca
- Vitré, Francja
- Quesada, Hiszpania
- Bullas, Hiszpania